# Get Together
Get Together är sång av den amerikanska artisten Madonna, som finns med på hennes tionde studioalbum, Confessions on a Dance Floor. Låten är den tredje singeln på albumet, producerad av Madonna och Stuart Price och utgiven av Warner Bros. Låten släpptes den 6 juni 2006.

## Låtlista och format
| - CD-singel i Europa och Australien 1. "Get Together" (Radio Edit) – 3:54 2. "Get Together" (Jacques Lu Cont Mix) – 6:18 3. "Get Together" (Tiefschwarz Remix) – 7:34 - UK 12" promo vinyl 1. "Get Together" (Tiefschwarz Remix) – 7:34 2. "Get Together" (James Holden Remix) – 8:00 - UK 12" vinyl 1. "Get Together" (Radio Edit) – 3:54 2. "Get Together" (Jacques Lu Cont Mix) – 6:18 - Maxi-CD i Europa, Kanada och USA 1. "Get Together" (Album Version) – 5:15 2. "Get Together" (Jacques Lu Cont Mix) – 6:18 3. "Get Together" (The Danny Howells Funk Mix) – 9:13 4. "Get Together" (Tiefschwarz Remix) – 7:34 5. "Get Together" (James Holden Remix) – 8:00 6. "I Love New York" (Thin White Duke Mix) – 7:43 | - UK promo CD-singel 1. "Get Together" (Radio Edit) – 3:54 2. "Get Together" (Jaques Lu Cont Vocal Edit) – 4:22 3. "Get Together" (The Danny Howells Funk Mix) – 9:13 - UK CD-singel 1. "Get Together" (Album Version) – 5:15 2. "Get Together" (Jacques Lu Cont Mix) – 6:18 3. "Get Together" (The Danny Howells Funk Mix) – 9:13 4. "Get Together" (Tiefschwarz Remix) – 7:34 5. "Get Together" (James Holden Remix) – 8:00 - US 2 x 12" vinyl 1. "Get Together" (Album Version) – 5:15 2. "Get Together" (Jacques Lu Cont Mix) – 6:18 3. "Get Together" (Tiefschwarz Remix) – 7:34 4. "I Love New York" (Thin White Duke Mix) – 7:43 5. "Get Together" (James Holden Remix) – 8:00 6. "Get Together" (The Danny Howells Funk Mix) – 9:13 |

## Listplaceringar
| Lista (2006)        | Topplacering |
| ------------------- | ------------ |
| Australien          | 13           |
| Belgien (Flandern)  | 22           |
| Belgien (Vallonien) | 33           |
| Danmark             | 12           |
| Finland             | 6            |
| Frankrike           | 26           |
| Italien             | 2            |
| Nederländerna       | 14           |
| Schweiz             | 24           |
| Spanien             | 1            |
| Sverige             | 15           |
| Österrike           | 35           |